# أهل القمة (فلم)
أهل القمة هو فيلم مصري اجتماعي تم إنتاجه عام 1981، من إخراج علي بدرخان وقصة نجيب محفوظ وبطولة عزت العلايلي ونور الشريف وسعاد حسني وعمر الحريري ونادية عزت وصبري عبد المنعم، يدور حول الانفتاح الاقتصادي الذي تم في فترة السبعينات وتأثيره على المجتمع المصري من خلال ثراء أحد النشالين عن طريق الانفتاح الاقتصادي وتهريب البضائع من الجمارك وضابط يرفض زواج النشال من أخته ويسعى للإيقاع به.

## قصة الفيلم
يعمل اللص زعتر النوري لدى زغلول، صاحب شركة استيراد وتصدير. يستغل زغلول قدراته ويوكل إليه مهامًا تتعلق بتهريب البضائع من الجمارك. يقع زعتر في حب سهام، شقيقة المحقق محمد، مما يُغضب محمد. يستقل زعتر عن زغلول ويبدأ تنافسًا معه. يتقدم زغلول لسهام، فيُرحب محمد به. يكشف زغلول له حقيقته، لكنه لا يُصدقه.

## طاقم التمثيل
- سعاد حسني في دور سهام
- نور الشريف في دور زعتر النوري
- عزت العلايلي بدور محمد فوزي
- عمر الحريري في دور زغلول
- عايدة رياض في دور جلجلة
- محمود القلعاوي في دور حسني
- نادية عزت في دور سناء
- نادية رفيق في دور زهيرة
- نبيل نور الدين بدور ضابط
- حسن حسين في دور أبو صالح
- صلاح رشوان في دور رفعت
- إبراهيم قدري في دور حنش
- مطاوع عويس في دور النشال ظاظا

## روابط خارجية
- مقالات تستعمل روابط فنية بلا صلة مع ويكي بيانات